# Reitter Ferenc
Reitter Ferenc (Temesvár, 1813. március 1. – Budapest, 1874. december 9.) magyar mérnök, az MTA levelező tagja (1865).

## Életpályája
1833-ban végzett a Mérnöki Intézetben. 1833–1839 között az országos építészeti főigazgatóságnál dolgozott. 1844-ig közreműködött a Tisza és a Maros folyók térképészeti és vízműtani munkáiban. 1850-től a fővárosban működött.
Részt vett Duna-térképezés és az Al-Duna-szabályozás munkájában. Nagy szerepe volt a Fővárosi Közmunkák Tanácsa szakosztályfőnökeként Buda, Pest, majd az egyesített főváros városrendezésében. Tervet készített hozzávetőlegesen a mai Nagykörút nyomvonalán létesítendő hajózható csatornára, melyet azonban elvetettek. A dunai rakpart építése, a pesti Duna-szakasz szabályozása, valamint az Andrássy út és a Nagykörút terve fűződik a nevéhez, továbbá Budapest csatornázási tervének kidolgozása.
1865-ben a Magyar Tudományos Akadémia levelező tagjává választották.

## Főbb írásai
- Duna-szabályozás Buda és Pest között… (Pest, 1865)
- A pesti Duna-csatorna… (Pest, 1867)

## Emlékezete
- Nevét utca őrzi Budapest XIII. kerületében.
- Nevét őrzi a 2002. december 25-én felfedezett 271009-es sorszámú kisbolygó.

## Képgaléria

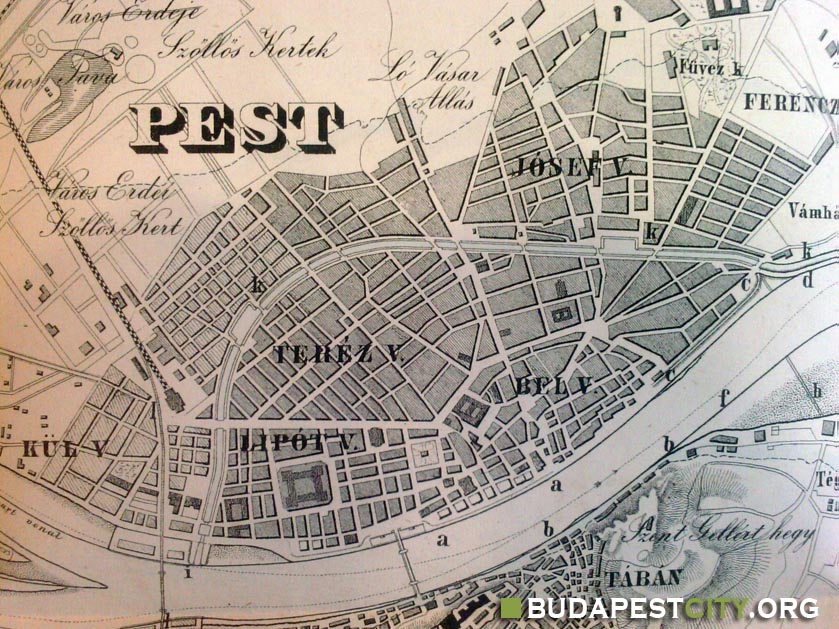
A Reitter-csatorna Pest térképén
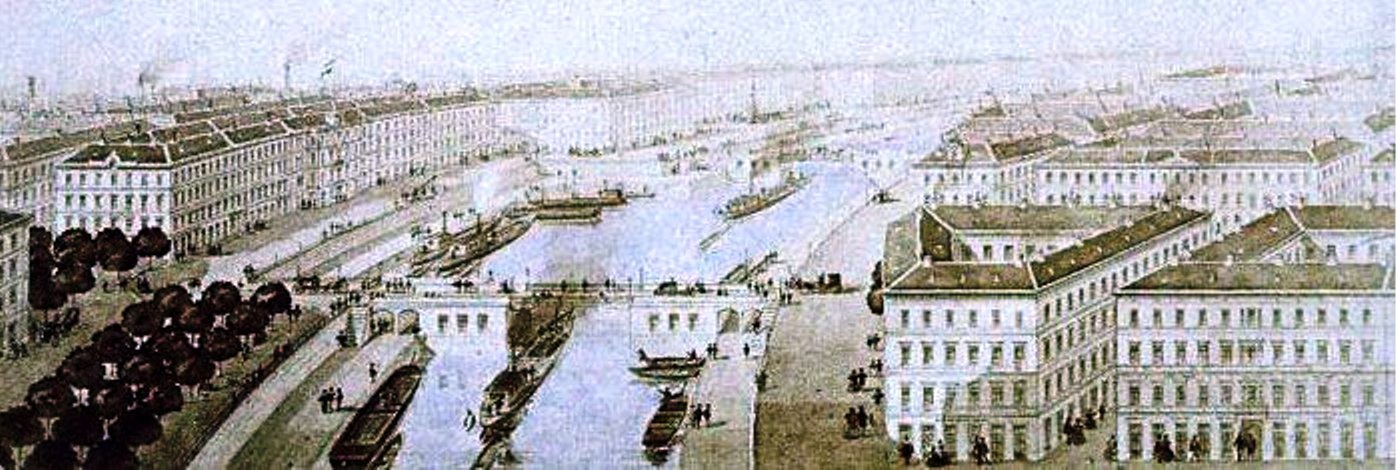
A Reitter-csatorna terve
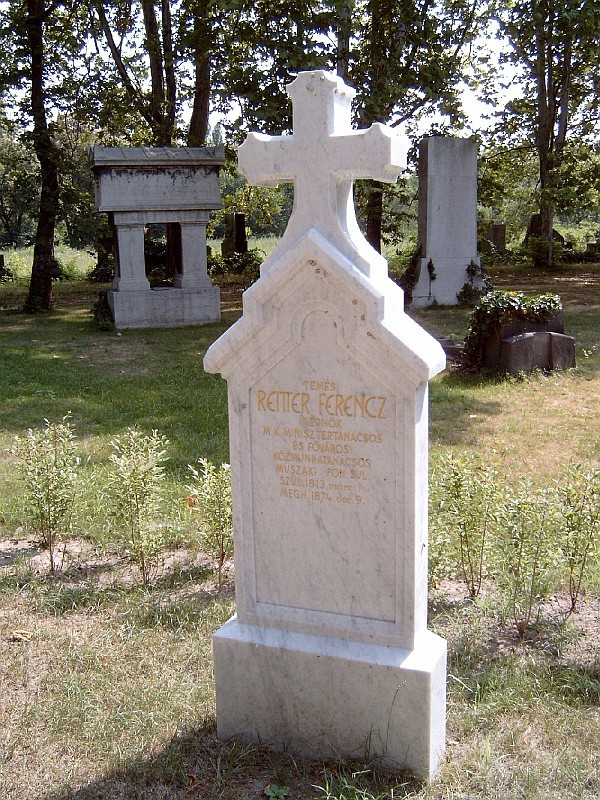
Reitter Ferenc sírja Budapesten, Kerepesi temető: 17/1-1/b-14.